# Erphokirche (Münster)

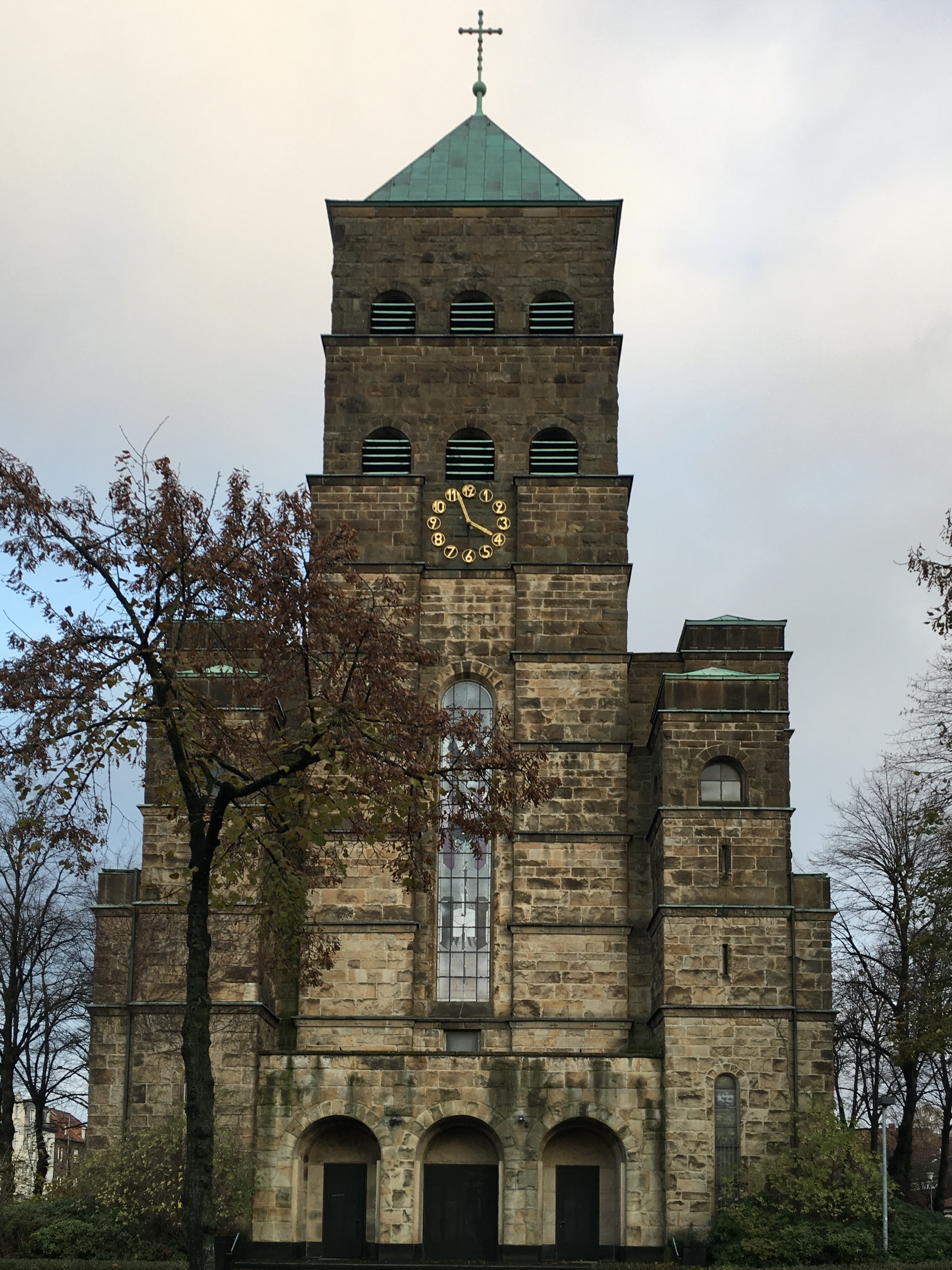
Erphokirche

Die Erphokirche, eigentlich Christus-König-Kirche, ist eine katholische Kirche in Münster.

## Geschichte
Pfarrkirche für das im 19. Jahrhundert östlich der mittelalterlichen Stadtbefestigung entstandene Wohnviertel war zunächst die ehemalige Stiftskirche St. Mauritz. Nach dem Ersten Weltkrieg führte die weitere Ostausdehnung der Stadt zu Planungen für eine neue Kirche. Diese konnte ab 1928 gebaut und am 17. Juni 1930 geweiht werden, Architekt war Carl Moritz. Sie erhielt das Patrozinium Christus König, das als Fest erst 1925 eingeführt worden war und auf das Ende europäischer Monarchien 1918 antwortete. Ihren gebräuchlichen Namen trägt die Kirche jedoch nach Erpho, einem Bischof von Münster des 11. Jahrhunderts, der die Mutterkirche St. Mauritz vollendet hatte und dort begraben ist. Da er nie formell kanonisiert wurde, blieb die Bezeichnung inoffiziell. Sie ging auf das umliegende Erphoviertel über.
Im Zweiten Weltkrieg erlitt die Erphokirche keine nennenswerten Schäden.
1972 wurde der Innenraum grundlegend umgestaltet.
2004 wurde die Christus-König-Gemeinde mit der 1963 von ihr abgepfarrten St.-Pius-Gemeinde zusammengelegt. Die neue Pfarrei benannte sich nach Edith Stein. Am Fronleichnamstag 2013 wurde die Edith-Stein-Pfarrei mit St. Benedikt (St. Konrad und St. Margareta) und Herz-Jesu / St. Elisabeth in die Pfarrgemeinde Sankt Mauritz eingegliedert. Seitdem ist die Erphokirche eine Filialkirche.

## Architektur
Die Architektur der Kirche knüpft an romanische Vorbilder, insbesondere an St. Mauritz an, unterscheidet sich aber vom kopierenden Historismus der wilhelminischen Ära und zeigt in der geometrischen und flächigen Wandstruktur deutliche Merkmale ihrer Entstehungszeit.
Die Erphokirche ist ein großräumiger Saalbau aus Werkstein. Der rechteckige Chor wird von zwei Türmen flankiert. Repräsentativen Anspruch bekundet das mehrtürmige Westwerk mit dem hohen, quadratischen Mittelturm, der von vier niedrigeren Türmen flankiert wird, und durch Gesimsbänder, ein lanzettartiges Rundbogenfenster und rundbogige Schallarkaden gegliedert wird. Den westlichen Haupteingang bildet eine einfache Dreierarkade.
In den neun Achsen der Wände des Langhauses befinden sich Rundbogenfenster. An den Wänden des Langhauses sind flachgedeckte Vorbauten angebaut, in denen sich jeweils mittig ein Seiteneingang zur Kirche befindet.
Das Ostwerk ist als ein hoher Kastenchor errichtet, flankiert durch die beiden Chortürme. Im Chor befinden sich ebenfalls Rundbogenfenster. Über dem Langhaus und dem Chor erstreckt sich ein Satteldach, das im Osten abgewalmt ist. Unter dem Dach befindet sich ein Tonnengewölbe, das allerdings im Zuge einer Umgestaltung der Kirche im Jahre 1972 durch eine abgehängte Holzdecke verdeckt wurde.

## Inneres
Das Kircheninnere zeigt sich in der 1972 veränderten Gestalt. Damals wurde der Chor als Werktagskirche abgetrennt und im Langhaus ein neuer erhöhter Altarbereich geschaffen. Die Weite des Raums wird an den Langwänden durch breite quergestellte Pfeiler mit rundbogigen Durchgängen gegliedert. Kostbarste Ausstattungsstücke sind ein romanischer gekrönter Crucifixus, das wohl Anfang des 13. Jahrhunderts entstand – es handelt sich dabei um eine Leihgabe des Diözesanmuseums – und eine gotische Muttergottes mit Kind, die um 1480 in Oberschwaben geschaffen wurde.

## Orgel
Die Orgel der Erphokirche ist die zweitgrößte Orgel in Münster. Das Instrument wurde aus zwei Orgeln zusammengesetzt: Verwendet wurde zum einen das Material eines Instruments, das 1949 für die Dominikanerkirche in Düsseldorf gebaut worden war und 1974 nach Münster verkauft wurde; zum anderen wurde die in der Erphokirche bereits vorhandene Orgel einbezogen, die 1930 von der Orgelbaufirma Fleiter (Münster) erbaut worden war, wobei bereits älteres Pfeifenmaterial (wieder)verwendet wurde. Die Orgel hat 63 Register auf fünf Manualen und Pedal. Ursprünglich war geplant, die beiden Werke des 4. und 5. Manuals als separate Chororgel im Chorraum aufzustellen. Eine Chororgel wurde allerdings nicht gebaut, die beiden Chororgel-Werke wurden in das Ensemble der Hauptorgel integriert. Die im Spieltisch angelegten 4 Pedalregister der Chororgel sind vakant.
Die Register der beiden Chororgel-Werken stehen auf Kegelladen, die Register der übrigen Manualwerke und des Pedals auf Taschenladen. Die Spiel- und Registertrakturen sind elektrisch.
| I Hauptwerk C–g3 |       |   |
| Prinzipal        | 16′   |   |
| Prinzipal        | 8′    |   |
| Gedackt          | 8′    |   |
| Spitzflöte       | 8′    | h |
| Oktave           | 4′    |   |
| Rohrflöte        | 4′    |   |
| Quintflöte       | 2 ⁄3′ |   |
| Oktave           | 2′    |   |
| Kornettino III   | 2 ⁄3′ |   |
| Mixtur VI        | 1 ⁄3′ |   |
| Trompete         | 8′    |   |
| Clarine          | 4′    |   |

| II Positiv C–g3  |       |   |
| Lieblich Gedackt | 8′    |   |
| Quintadena       | 8′    | h |
| Prinzipal        | 4′    |   |
| Nachthorn        | 4′    |   |
| Waldflöte        | 2′    |   |
| Spitzquinte      | 1 ⁄3′ |   |
| Cymbel III-V     | 1⁄2′  |   |
| Rankett          | 16′   |   |
| Krummhorn        | 8′    |   |
| Schalmey         | 4′    |   |
| Tremulant        |       |   |

| III Schwellwerk C–g3 |        |
| Stillgedackt         | 16′    |
| Hornprinzipal        | 8′     |
| Rohrflöte            | 8′     |
| Oktave               | 4′     |
| Hohlflöte            | 4′     |
| Gemshorn             | 2′     |
| Terzian II           | 1 3⁄5′ |
| Jauchzend Pfeife     | 1′     |
| Scharff IV           | 1′     |
| Cymbel III           | 1⁄2′   |
| Engtrompete          | 16′    |
| Weittrompete         | 8′     |
| Tremulant            |        |

| IV Nebenwerk I C–g3 |        |   |
| Prinzipal           | 8′     |   |
| Weidenpfeife        | 8′     | h |
| Nasat               | 5 1⁄3′ |   |
| Prinzipal           | 4′     |   |
| Spitzflöte          | 2′     |   |
| Mixtur VI           | 1 ⁄3′  |   |
| Echocornett IV      |        |   |

| V Nebenwerk II C–g3 |      |   |
| Gedackt             | 8′   |   |
| Blockflöte          | 4′   |   |
| Engprinzipal        | 2′   |   |
| Scharf              | 1′   |   |
| Cimbel III          | 1⁄2′ |   |
| Oboe                | 8′   |   |
| Fugara              | 4′   | h |

| Pedal C–f1      |       |
| Untersatz       | 32′   |
| Prinzipalbass   | 16′   |
| Subbass         | 16′   |
| Zartbass        | 16′   |
| Oktavbass       | 8′    |
| Bassflöte       | 8′    |
| Octave          | 4′    |
| Gedackt         | 4′    |
| Nachthorn       | 2′    |
| Rauschpfeife    | 2 ⁄3′ |
| Posaune         | 16′   |
| Dulzian         | 16′   |
| Trompete        | 8′    |
| Clairon         | 4′    |
| Singend Cornett | 2′    |

- Koppeln: jeweils als Registerwippen und Pedaltritte
  - Manualkoppeln: II/I, III/I, IV/I, V/I, III/II, V/IV,
  - Pedalkoppeln: I/P, II/P, III/P, IV/P, V/P
- Spielhilfen: Handregister, drei freie Kombinationen, zwei freie Pedalkombinationen; Tutti (Chororgel, Hauptorgel, Generaltutti); Rohrwerke-Absteller, Registercrescendo
- Anmerkung

h = Register vor 1949 gebaut

## Glocken
Im Turm befindet sich ein sehr harmonisches sechs-stimmiges Geläut.
| Nr. | Name           | Gussjahr | Glockengießer                    | Durchmesser (mm) | Gewicht (kg) | Nominal | Inschrift |
| --- | -------------- | -------- | -------------------------------- | ---------------- | ------------ | ------- | --------- |
| 1   | Christus König | 1958     | Gebr. Petit & Edelbrock, Gescher | 1680             | 3.000        | h0      |           |
| 2   | Maria          | 1958     | Gebr. Petit & Edelbrock, Gescher | 1395             | 1.750        | d1      |           |
| 3   | Erpho          | 1958     | Gebr. Petit & Edelbrock, Gescher | 1290             | 1.180        | e1      |           |
| 4   | Pius X.        | 1958     | Gebr. Petit & Edelbrock, Gescher | 1096             | 810          | fis1    |           |
| 5   | Heinrich       | 1958     | Gebr. Petit & Edelbrock, Gescher | 1027             | 660          | g1      |           |
| 6   | Helena         | 1958     | Gebr. Petit & Edelbrock, Gescher | 902              | 450          | a1      |           |